# جيمس قاولد (مجدف)
جيمس قاولد (بالإنجليزية: James Gould) هو مجدف نيوزيلندي، ولد في 1 فبراير 1914، وتوفي في 25 أغسطس 1997.

## روابط خارجية
- جيمس غولد على موقع اللجنة الأولمبية النيوزيلندية (الإنجليزية)